# Oxycera chikuni
Oxycera chikuni är en tvåvingeart som beskrevs av Yang och Akira Nagatomi 1993. Oxycera chikuni ingår i släktet Oxycera och familjen vapenflugor. Inga underarter finns listade i Catalogue of Life.